# Eva María Zuk
Eva María Zuk (Vita) (Lodz, Polonia, 24 de diciembre de 1946 - Ciudad de México, México, 27 de febrero de 2017) fue una pianista polaca nacionalizada mexicana en 1994. 
Estudió en Nueva York donde obtuvo su licenciatura en música en la famosa Escuela Juilliard. Fue apadrinada y estudió también con Arthur Rubinstein. Se especializó en obras de su compatriota Federico Chopin aunque también se le conoce por su maestría en las obras de compositores mexicanos como Manuel M. Ponce y Ricardo Castro.

## Datos biográficos
Empezó sus estudios musicales en Caracas (Venezuela) donde de niña vivió con sus padres. A los seis años tocó por primera vez en público. A los diez debutó con la Orquesta Sinfónica de Venezuela en el Teatro Municipal de Caracas. En 1974 fue una de los artistas invitados a participar en la inauguración del majestuoso Poliedro de Caracas. 
Conociendo la influencia ejercida por Chopin sobre los músicos latinoamericanos impresionistas, particularmente los mexicanos, en 1976 decidió visitar este país. Ahí se encontró con temas y autores que la inspiraron como ejecutante, al punto de querer quedarse a residir por un tiempo. Ya no se iría más del país y en 1994, obtuvo la nacionalidad mexicana.
Trabajó en las obras de Manuel M. Ponce, de Ricardo Castro y de Felipe Villanueva. De este último escribió un libro de partituras que fue calificado como el "Mejor Libro de Rescate y Divulgación Musical" en el año 2002, por la Unión Mexicana de Cronistas de Teatro y Música.
Recibió por su familia la influencia del folclore polaco y de manera natural hizo el vínculo con las tradiciones latinoamericanas, primero en Venezuela, después en México. Ha dado conciertos con más de cincuenta orquestas de Europa y América, entre las que destacan, la Orquesta Filarmónica de Londres, la Orquesta Sinfónica de Moscú y la Orquesta Sinfónica Americana, bajo la batuta de más de setenta directores.
Murió el 27 de febrero de 2017 a causa de una deficiencia cardíaca, aunado con la enfermedad de EPOC y demencia que sufría de hace años.

## Repertorio
El repertorio de Eva María Zuk es extenso. Va desde el barroco hasta la música contemporánea. Ha dedicado programas íntegros a Bach, Beethoven, Chopin, Liszt, Rajmáninov. Por sus propias vivencias desarrolló también la obra musical de autores venezolanos, mexicanos y polacos. Domina más de 30 conciertos para piano y orquesta.

## Premios
Recibió más de 40 premios, medallas y diplomas de diversos gobiernos e instituciones privadas, tales como la Orden de Andrés Bello y la Medalla del Bicentenario Simón Bolívar de Venezuela, la medalla Karol Szymanowski (Polonia), el Emblema de las Armas (Puerto Rico) y la Orden del Mérito de la República de Polonia.